# Celerina (stolica tytularna)
Celerina (łac. Diocesis Celerinensis) – stolica historycznej diecezji w Cesarstwie rzymskim w prowincji Numidia zlikwidowana w VII w. podczas ekspansji islamskiej, współcześnie w północnej Algierii. Obecnie katolickie biskupstwo tytularne. 

## Biskupi tytularni
| Lp. | Biskup                | Funkcja                                                           | Od               | Do               |
| --- | --------------------- | ----------------------------------------------------------------- | ---------------- | ---------------- |
| 1   | Georges-Louis Mercier | wikariusz apostolski Laghouat (Algieria)                          | 21 czerwca 1948  | 14 września 1955 |
| 2   | Luís Victor Sartori   | biskup koadiutor Santa Maria (Brazylia)                           | 10 stycznia 1956 | 14 września 1960 |
| 3   | Karl Gnädinger        | biskup pomocniczy Fryburga (Niemcy)                               | 5 listopada 1960 | 12 marca 1995    |
| 4   | Mark Sopi             | administrator apostolski Prizrenu (Serbia)                        | 2 listopada 1995 | 11 stycznia 2006 |
| 5   | Athanasius Schneider  | biskup pomocniczy Karagandy biskup pomocniczy Astany (Kazachstan) | 8 grudnia 2006   |                  |